# Estación de Old Street
La estación de Old Street es una estación de tren y metro de Londres situada en el cruce de Old Street y City Road en el centro de Londres, Inglaterra, Reino Unido. La estación se encuentra en el ramal de Bank de la línea Northern entre las estaciones de Moorgate y Angel y en la línea Northern City entre las estaciones de Moorgate y Essex Road. La estación se encuentra en el municipio londinense de Islington (a ambos lados de la frontera con Hackney), a unos 700 metros al norte del límite con la City de Londres. Está en la zona 1 de Travelcard.
La estación fue construida por la compañía del City and South London Railway y abrió sus puertas en 1901. Fue reconstruida en 1925 a partir de un diseño de Stanley Heaps, para darle una fachada que fuera uniforme con otras la de otras estaciones de metro. El complejo de la estación fue reconstruido en 1968, eliminando todos los edificios de superficie y sustituyéndolos por el actual complejo subterráneo, y de nuevo en 2014 para proporcionar más espacio comercial. Está previsto que la estación de Old Street sea más importante debido a los planes de remodelación de la zona como centro de la industria británica de tecnología de la información.